# Kevin Alston
Kevin Alston (Washington D.C., 5 mei 1988) is een Amerikaans voetballer die bij voorkeur als verdediger speelt. In 2009 tekende hij bij New England Revolution, waarvoor hij sindsdien meer dan 130 wedstrijden speelde.

## Clubcarrière
Alston werd als tiende gekozen in de MLS SuperDraft 2009 door New England Revolution. Hij maakte zijn debuut op 21 maart 2009 tegen San Jose Earthquakes. Hij speelde in zijn eerste seizoen in zesentwintig competitiewedstrijden en gaf één assist. In 2010 was hij deel van de MLS All–Star selectie die het opnam tegen Manchester United. In 2013 miste hij een groot deel van het seizoen omdat hij behandelt moest worden voor chronische myeloïde leukemie. Die diagnose werd gesteld nadat Alston al na tien minuten in een wedstrijd moe begon te worden en zijn voeten niet meer voelde. Alston werd die wedstrijd vroegtijdig naar de kant gehaald waarna de dokter onderzoek deed en met de diagnose kwam. Zijn rentree maakte hij op 27 juli 2013 tegen D.C. United.
Hij maakte zijn eerste professionele doelpunt in de finale van de SuperLiga 2010 tegen Monarcas Morelia. New England verloor de wedstrijd uiteindelijk met 2–1. Zijn eerste doelpunt in de MLS maakte hij op 12 april 2014 tegen Houston Dynamo.